# Грациозная акула
 Грациозная акула   (лат. Carcharhinus amblyrhynchoides) — вид акул из рода серых акул (Carcharhinus). Эти акулы обитают в тропических водах Индо-Тихоокеанской области от Аденского залива до северного побережья Австралии. Они встречаются в толще воды на глубине до 50 м. Максимальная зарегистрированная длина 1,7 м. У них стройное веретенообразное тело, заострённое рыло, серповидные грудные плавники. Кончики плавников окрашены в чёрный цвет.
Рацион состоит из костистых рыб, а также головоногих и ракообразных. Эти акулы размножаются живорождением, в помёте до 9 новорожденных, беременность длится 9—10 месяцев. В водах Австралии роды происходят в январе и феврале, Вид считается потенциально опасным для человека, хотя официально не зарегистрировано ни одной атаки. Представляет некоторый интерес для коммерческого промысла. 

## Таксономия и филогенез
Впервые вид был научно описан австралийским ихтиологом Гилбертом Перси Уайтли в 1934 году как Gillisqualus amblyrhynchoides. Учёный исследовал неполовозрелую самку длиной 60 см, пойманную у побережья Квинсленда. Позднее род 
Gillisqualus был признан синонимом Carcharhinus. Видовой эпитет происходит от слов др.-греч. αμβλύ — «тупой», греч. ῥινός — «нос» и суффикса др.-греч. εῖ̓δος, образующего слова со значением «подобный».
Как и у большинства представителей рода серых акул филогенетические взаимосвязи Carcharhinus amblyrhynchoides определены не до конца. На основании морфологии Джек Гаррик в 1982 году пришёл к заключению, что наиболее близкородственным видом является чернопёрая акула, а эти два вида в свою очередь близки к короткопёрой серой акуле. В 1988 году Леонард Компаньо провёл филогенетическое исследование и также поместил эти два вида в одну группу наряду с Carcharhinus leiodon и равнозубой серой акулой. Однако молекулярное филогенетическое исследование не подтвердило близость короткопёрой, равнозубой и чернопёрой серыми акулами.

## Ареал
Этот вид акул обитает в акватории Индийского и юго-западных, пограничных районах Тихого океана от Аденского залива и побережья Индии и до Индонезии, Вьетнама, Филиппин и северного побережья Австралии.

## Описание
Carcharhinus amblyrhynchoides — рыба с длиной тела до 170 сантиметров, средняя же её величина находится между 130 и 150 сантиметрами.Тело «бочкообразной» обтекаемой формы. Рыло широкое и короткое, клинообразное. Спина бронзового цвета, брюхо — белое. Окончания грудных плавников, оба спинных плавника и верхняя часть хвоста — чёрные. По бокам акулы ясно видны белые полосы, которые с возрастом блёкнут. Этот вид акул имеет один анальный плавник и два спинных. Первый спинной плавник находится примерно на уровне грудных плавников и имеет треугольную форму. Грудные плавники большие, серповидные, с закруглёнными или заострёнными окончаниями. Глаза относительно крупные, с мигательной перепонкой. Есть пять пар длинных жаберных щелей.
Зубы имеют одну узкую вершину и зазубренные края; передние более симметричные, задние загнуты назад. Нижние зубы немного прямее и тоньше верхних. В верхней челюсти 31—33 ряда зубов, в нижней — 29—33.

## Биология
Грациозные акулы обитают в прибрежных водах, в редких случаях могут встречаться и далеко от берега, на глубинах до 50 метров. Это хищники, питающиеся различными рыбами, а также головоногими моллюсками и ракообразными. Нападений на людей не зарегистрировано (но их возможность не исключается). Грациозная акула является живородящим видом. Самки рождают обычно до трёх акулят. Половой зрелости рыбы достигают при длине в 110—115 сантиметров.

## Взаимодействие с человеком
Благодаря довольно крупному размеру акул этого вида считают потенциально опасными для человека, хотя до сих пор не было зарегистрировано ни одного нападения. В качестве прилова они иногда попадаются в жаберные сети и ярусы при коммерческом промысле в водах Таиланда, Индии и Шри Ланки. Мясо употребляют в пищу в свежем и вяленом виде, плавники экспортируют на азиатские рынки, из жира печени производят витамины. Международный союз охраны природы присвоил этому виду статус сохранности «Близкий к уязвимому положению» . 